# Elephant (Schiff)
Die NS Elephant (Kennung: A11) ist ein Mehrzweck-Patrouillenschiff der namibischen Marine und deren größte Einheit. Sie dient zur Überwachung der namibischen Ausschließlichen Wirtschaftszone.

## Geschichte
Die spätere Elephant wurde Mitte 2011 auf der Wuhan Shipyard im chinesischen Wuhan auf Kiel gelegt und ist eine verkleinerte Version des Patrouillenbootes Haixun 01 der China Maritime Safety Administration. Am 3. Juli 2012 wurde das Boot im Hafen von Walvis Bay an die Marine Namibias übergeben, die es am 7. September 2012 im Beisein des namibischen Präsidenten Hifikepunye Pohamba in Dienst stellte.
Das Boot ist über alles 108 Meter lang, 14 Meter breit und hat eine Verdrängung von 2.904 Tonnen. Es verfügt als Antrieb über zwei Caterpillar V16-Dieselmotoren und hat eine Besatzungsstärke von 65 Personen, wobei zusätzlich weitere 150 Personen eingeschifft werden können. Des Weiteren ist ein Hubschrauberlandedeck vorhanden und Containerstellplätze für Missionsausrüstung. Dies können Container mit bis zu 24 Tonnen Fracht oder sechs gepanzerte Fahrzeuge zu je 12 Tonnen sein. Zwei große Rettungsboote sind mittschiffs platziert, ein weiteres kleineres Boot an der Steuerbord- und ein Kran an der Backbordseite.
Die Bewaffnung besteht aus einer 37-mm-Maschinenkanone auf der Back und vier 14,5-mm-Maschinengewehre KPW in Doppellafette beiderseits auf dem Brückenaufbau.

## Einsätze
Im März 2022 nahm die NS Elephant erstmals am westafrikanischen Militärmanöver Obangame Express teil.